# Suolurivier
Suolurivier (Zweeds – Fins: Suolujoki; Samisch Cuollujohka) is een rivier annex beek, die stroomt in de Zweedse  gemeente Kiruna. De rivier verzorgt de afwatering van het Suolumeer, dat op ongeveer 750 meter hoogte ligt. De rivier stroomt naar het noordoosten en loost haar water na 13 kilometer in de Suvirivier. De naam wordt ook wel Tsuollojoki genoemd.
Afwatering: Suolurivier → Suvirivier →  Könkämärivier →  Muonio → Torne → Botnische Golf